# Puerta de Corral Quemado
Puerta del Corral Quemado es una localidad de la provincia argentina de Catamarca, dentro del departamento Belén.
El municipio fue creado por ley N.º 4101 sancionada el 10 de julio de 1984:

ARTICULO 2.- Créase una Municipalidad de Segunda Categoría en Puerta de Corral Quemado - Departamento Belén - y cuya Jurisdicción comprende las localidades de: Puerta de Corral Quemado, Jacipunco, El Durazno, El Tolar y Asampay.

Dependen del municipio las comunas (delegaciones comunales o municipales) de Jacipunco, El Durazno, El Tolar.

## Vías de comunicación

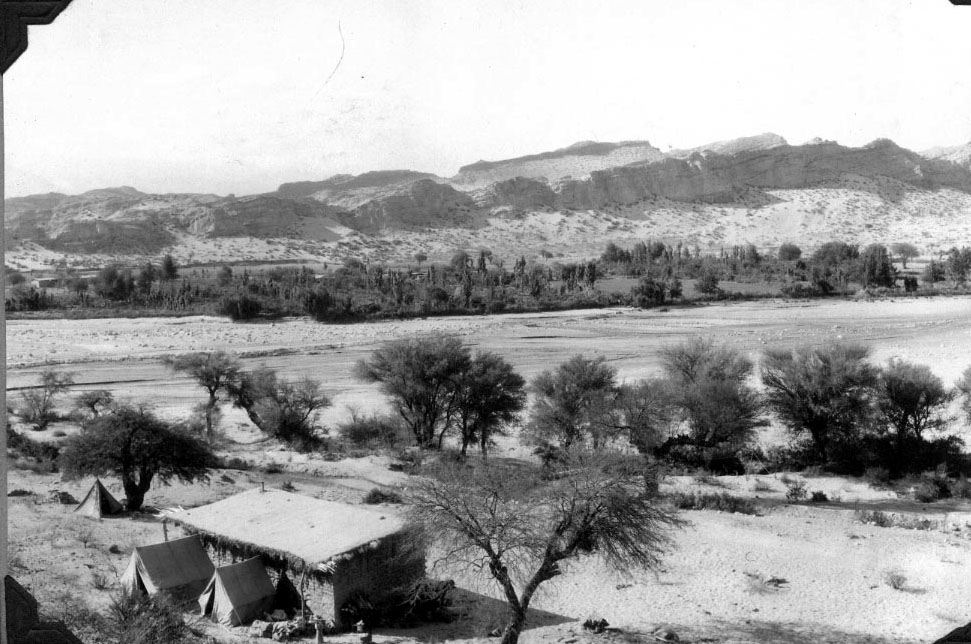
La siguiente imagen muestra el campamento de la Segunda Expedición Paleontológica del Capitán Marshall Field en Puerta de Corral, Quemado, Argentina, en 1926. Liderada por Elmer S. Riggs, la expedición tenía como objetivo la investigación geológica y la recolección de fósiles.

Se encuentra a 64 km de la ciudad de Belén. Se accede desde la misma, por la Ruta Nacional 40 hasta el paraje de El Eje para tomar la Ruta Provincial 43, continuando 11 km más. Desde allí sigue esta última ruta hacia el norte, hacia localidades como Villa Vil, Barranca Larga, El Peñón y Antofagasta de la Sierra. Hay un camino asfaltado que conduce a la localidad de Corral Quemado, que se ubica 22 km hacia el oeste.

## Población
Según el Censo Nacional de Población 2022 (último relevamiento disponible) cuenta con 1568 habitantes, frente a los 573 registrados en 2001. Entre este último dato y el anterior ocurrió un incremento del 29% frente a los 444 habitantes (Indec, 1991) del censo anterior.

## Imágenes

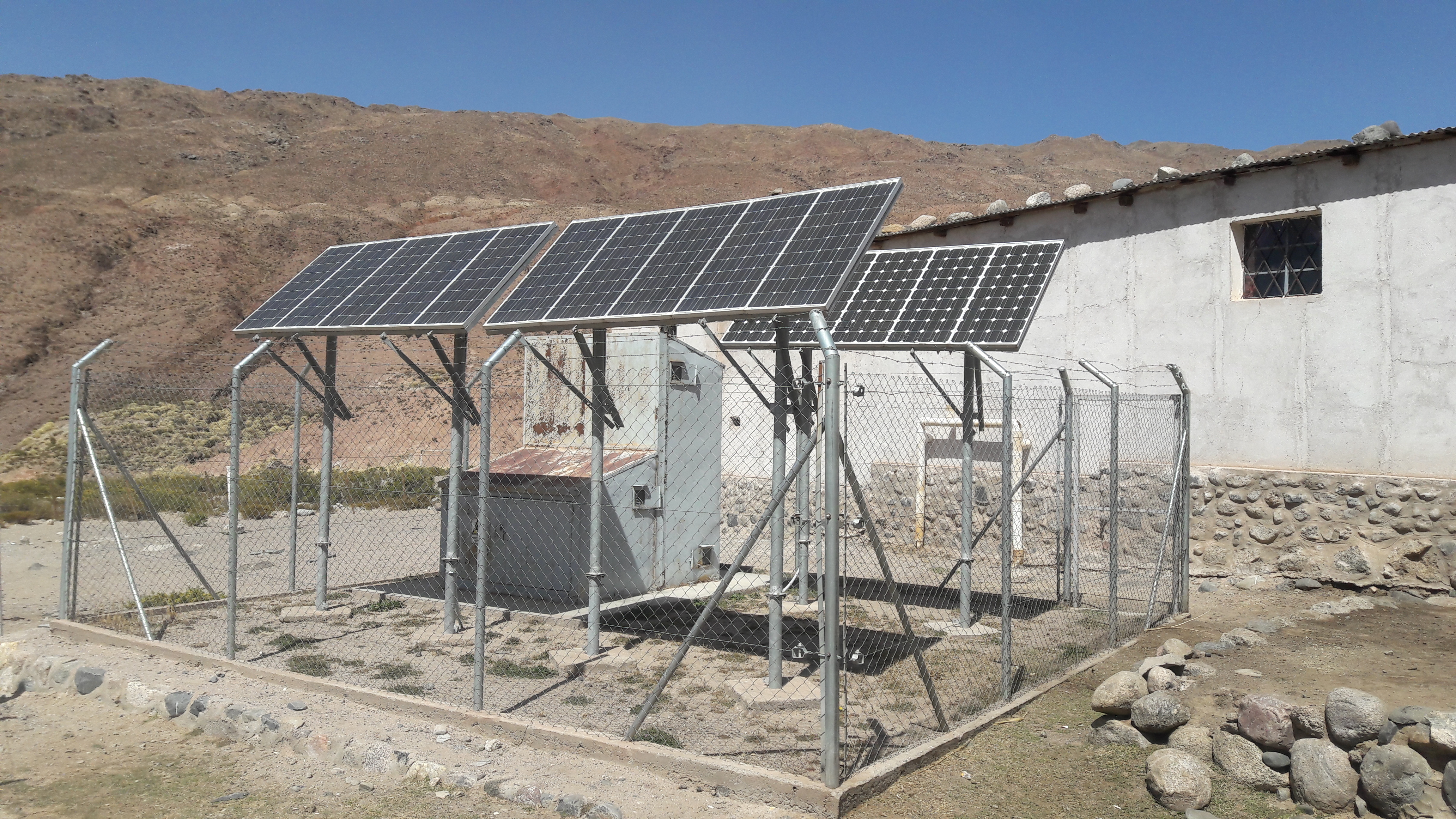
La Esc. N ° 474, es la única edificación del lugar, que posee corriente eléctrica, debido a que cuenta con paneles solares.
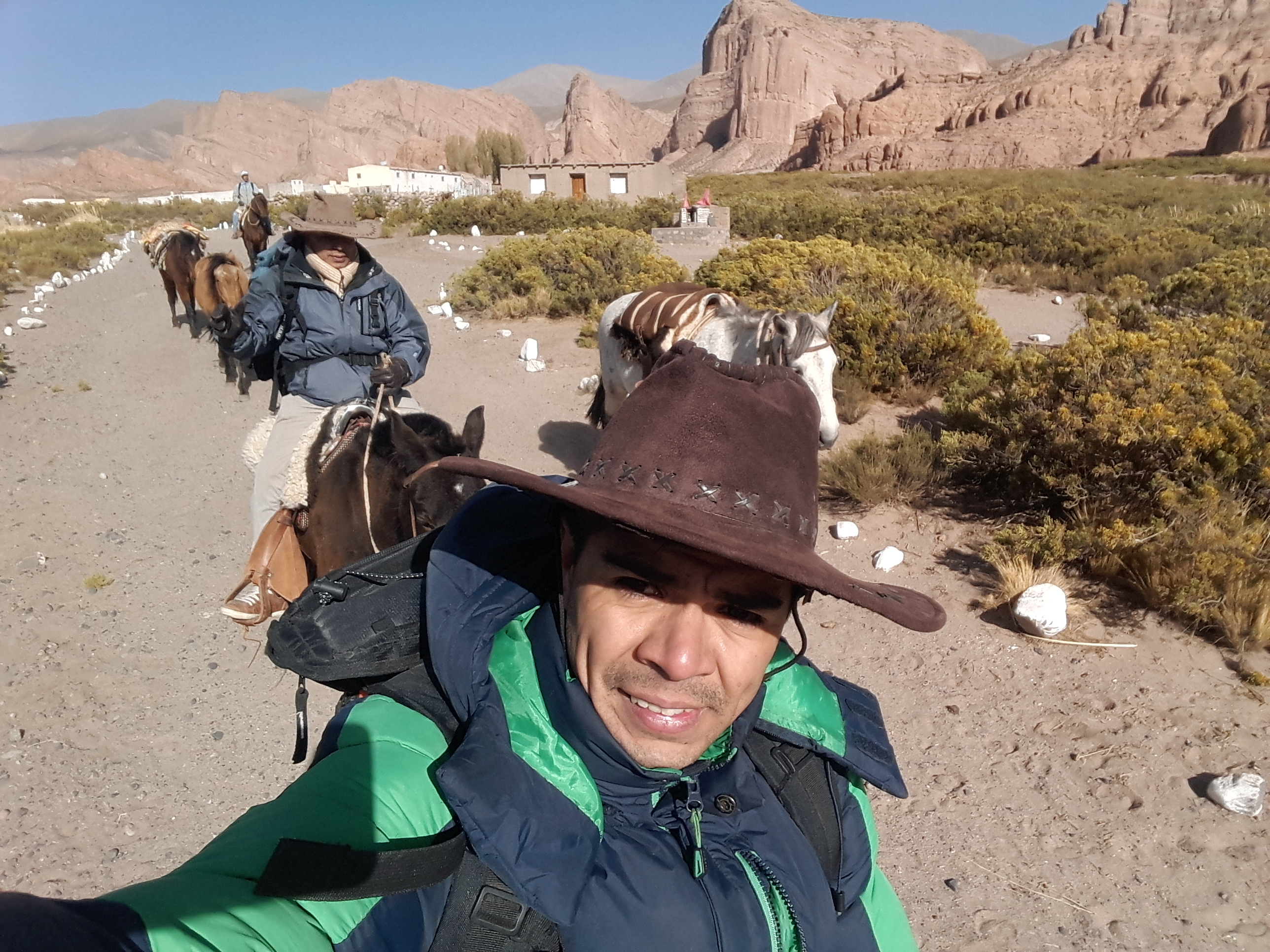
Las únicas maneras de llegar al parador de El Tolar, es un lomo de burro o caminar, luego de 9 horas grabando valles, quebradas y ríos.
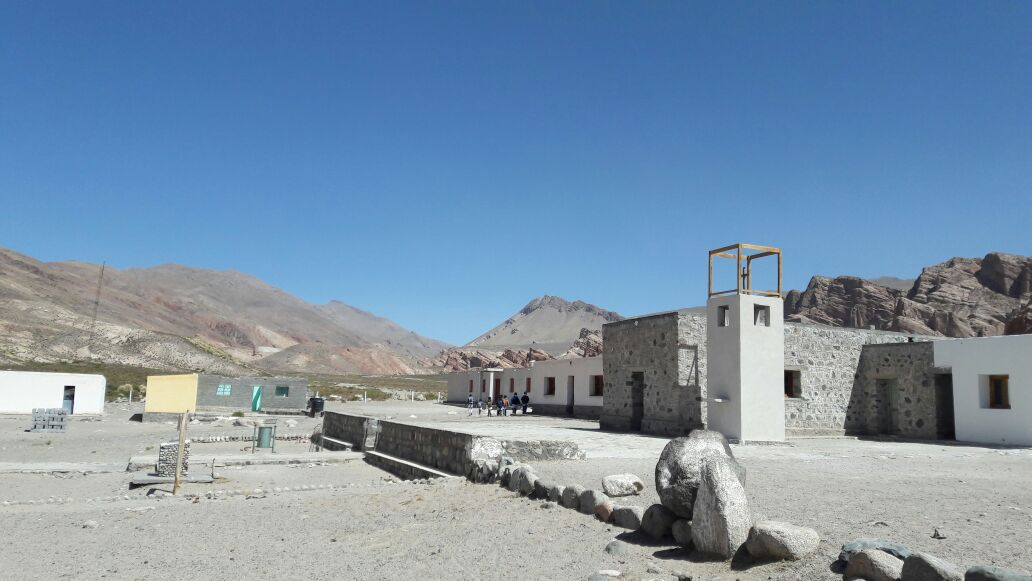
El Tolar